# Trikiner
Trikiner (Trichinella) är ett släkte med upp till 4 mm långa rundmaskar som lever som parasiter i däggdjur, bland annat människor.
De kan ge upphov till trikinos och smittar oftast via slarvigt tillagat fläskkött. I Sverige testas alla slaktade grisar och det är ovanligt att tamsvin har trikiner, senaste fallet dokumenterades i början på 2000-talet. Trikiner förekommer även hos hästar, främst importerade. Kan även förekomma hos vildsvin, brunbjörn, isbjörn, järv, varg, lo, grävling, räv, fjällräv, mårdhund, skogsmård, säl, hermelin, mink, katt, råttor och smågnagare. Den vanligaste trikinen är Trichinella spiralis.